# BMW 328

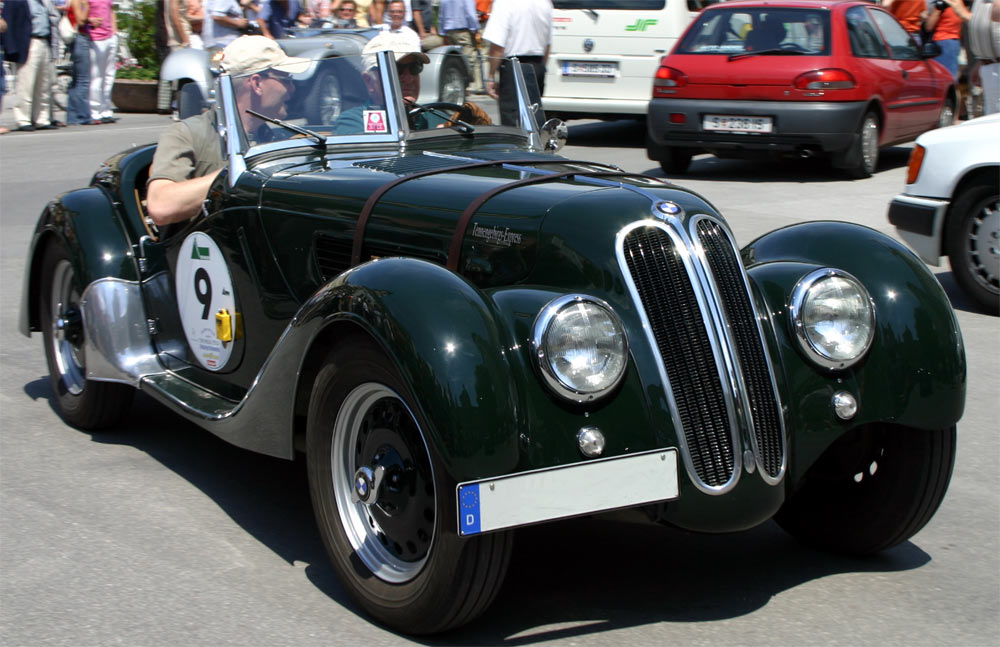
Een BMW 328

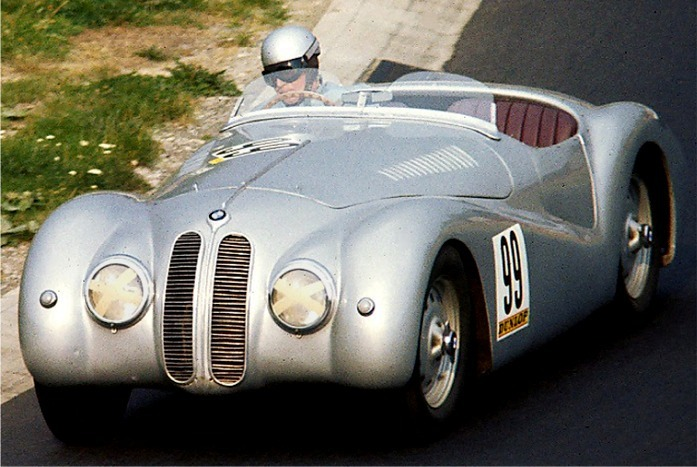
BMW 328 „Mille Miglia“

De BMW 328 is een sportwagen, door BMW gemaakt tussen 1936 en 1940. Het ontwerp is bedacht en uitgevoerd door Fritz Fiedler. Het model won veel wedstrijden in die tijd, waaronder de Mille Miglia van 1940 en ook de RAC Rally in 1939. Bij de 24 uur van Le Mans van 1939 kwam hij als vijfde over de streep en won in zijn klasse. 